# Лоббизм в России
Лобби́зм в Росси́и — нерегламентированная в Российской Федерации на федеральном уровне специальным законодательством практика воздействия физических лиц и организаций на органы государственной власти и местного самоуправления с целью склонения их к принятию тех или иных решений, в том числе к изданию нормативно-правовых актов. Лоббизм существовал в Российской империи, а затем в СССР. В 1990-е — 2010-е годы в Российской Федерации неоднократно предпринимались неудачные попытки принятия лоббистского законодательства на федеральном уровне.
Численность российских лоббистов точно нельзя определить, так как в России (в отличие от США) нет системы их регистрации и обязательной отчётности. По данным исследования 2012 года в России насчитывалось около 1 тыс. лоббистов, а расходы на них составили около 300 млн долларов в год. В эти данные попали только лоббисты компаний, в которых созданы специальные отделы по связям с органами власти.

## История
Лоббирование в России имеет давнюю историю: оно существовало как в Российской империи, так и в СССР. В 1990-е годы понятие «лоббизм» прочно входит в русский язык, появляются исследования этого явления применительно к российским реалиям. Однако попытки принятия законодательства, регулирующего лоббизм на федеральном уровне в 1990-е — 2010-е годы, оказались безрезультатными.

### Царский период
В царской России второй половины XIX — начала XX веков лоббистские функции выполняли различные предпринимательские объединения. Предпринимательские союзы в России в это время использовали вполне лоббистские методы для получения от властей нужных себе решений, льгот и привилегий: вынесение на заседания правительственных учреждений вопросов, в которых были заинтересованы предприниматели, представление различных ходатайств и вплоть до «персонального воздействия». В 1906 году были созданы два всероссийских союза, объединивших большинство лоббистских предпринимательских организаций — Съезд представителей промышленности и торговли (47 союзов предпринимателей), и Съезд представителей биржевой торговли и сельского хозяйства (в нём были представлены 58 бирж). Членство в каждой из этих организаций предполагало вступительный взнос.
Манифест от 17 октября 1905 года и создание выборных представительных учреждений с законодательными функциями (Государственной думы и Государственного совета) стимулировали лоббизм в Российской империи. Доктор исторических наук Кирилл Соловьёв отмечает, что благодаря представительным учреждениям различные общественные группы в России «так или иначе вовлекались в законотворческий процесс». В связи с этим историк подчеркнул, что объединённое дворянство, биржевые комитеты, съезды промышленников и университетские корпорации получили возможность оказывать существенное влияние на принятие решений государственной важности. Кандидаты в Государственную думу нуждались в поддержке общественных структур, от которых им были нужны голоса избирателей и средства на предвыборные кампании. За это депутатам приходилось расплачиваться поддержкой тех инициатив, которые были выгодны тем или иным группам интересов.
У легализованных политических партий появились постоянные спонсоры, чьи интересы предстояло отстаивать. Например, партия кадетов отстаивала интересы своих спонсоров — банков (Сибирского торгового, Азовско-Донского и других), нефтепромышленников (общество «Мазут»); «Союз 17 октября» получал средства от биржевых обществ, семейства Нобелей.
«Городским» партиям приходилось поддерживать контакты с обществами, представляющими интересы их групп избирателей. В IV Думе кадеты («городская» партия) согласовывали политику в области социального законодательства с Петербургским обществом торгово-промышленных служащих.
Назначаемое правительство Российской империи также стало больше интересоваться мнением избирателей, так как хотело иметь покорную Государственную думу. Поэтому правительству (и отдельным министерствам) приходилось договариваться с депутатами, соглашаясь с инициативами, которые лоббировали народные избранники. Правительству пришлось также договариваться с прессой и «покупать» её. Причем по мере становления российского парламентаризма расходы правительства на частную прессу росли. Правительство в 1906—1910 годах тратило более 600 тыс. рублей в год на финансовую поддержку СМИ. После 1912 года правительственные расходы на поддержку прессы возросли — в 1916 году на СМИ было потрачено более 1,4 млн рублей.
Со стороны лоббистов существовали разные способы воздействия на депутатов, чтобы склонить Думу к принятию необходимых группам интересов законам:
- Участие депутатов в совещаниях разных обществ — порой несмотря на категорические протесты лидеров партий. Например, П. Н. Милюков категорически возражал против того, что некоторые депутаты-кадеты участвовали в «экономических беседах» — совещаниях московских промышленников;
- Депутатские группы. В IV Думе возникла группа А. С. Салазкина, которая отстаивала интересы нефтяной промышленности. Осенью 1908 года в Думе была сформирована «внепартийная» группа профессоров Московского университета;
- Отставные правительственные чиновники, обладающие большим опытом работы и достаточным авторитетом, чтобы выступать в качестве экспертов. Примером был С. Ю. Витте, который получал секретную информацию о деятельности правительства и обладал большим авторитетом среди журналистов;
- Публикации в прессе. Депутатам приходилось реагировать на сообщения прессы, которые волновали общественное мнение. Кроме того, заказная публикация в газете позволяла депутатам вынести вопрос на обсуждение в Думе и при этом не разглашать источник информации. Например, весной 1912 года издатель «Вечернего времени» А. С. Суворин по просьбе А. И. Гучкова опубликовал заметку о том, что военное министерство России связано с иностранной разведкой. Это позволило А. И. Гучкову вынести на комиссию о государственной обороне вопрос о сотруднике военного Министерства С. Н. Мясоедове, не разглашая личность информанта — генерала Н. И. Иванова. После публикации Гучков, чтобы прикрыть Суворина, вызвал к себе корреспондента «Нового времени» А. С. Ксюнина, в котором подтвердил опубликованную в «Вечернем времени» информацию;
- «Выступления» избирателей — наказы, телеграммы и т. п. обращения. Например, 30 мая 1906 года член кадетской партии Н. И. Кузнецов разослал однотипные письма по разным адресам с пожеланием, чтобы «обществами или даже селениями» составлялись «приговоры» на его имя. В этих «приговорах» следовало «резко подчеркивать свою нужду, бесправие, полную зависимость от земских начальников». Кроме того, в «приговорах» следовало указать, что крестьяне «требуют того, что было высказано Думой государю в ответ на тронную речь».

На Думу влияли также этнические и конфессиональные группы интересов:
- Еврейская. Известно, что зимой 1909 года кадеты консультировались с московской еврейской группой о перспективах решения еврейского вопроса в России. Контакты с еврейской общиной для кадетов были очень важны, так как еврейская община обычно обеспечивала 100 % явку своих избирателей;
- Немецкая. 23 января 1913 года состоялось заседание немецкой группы «Союза 17 октября» с участием немецких колонистов. Собравшиеся просили октябристов и Думу отклонить касавшийся их правительственный законопроект. В итоге законопроект был отклонён;
- Армянская. В ноябре 1913 года кадеты и октябристы совещались с армянской общественностью с целью определения отношения России к геноциду армян в Османской империи.

Значение депутата при принятии законопроекта зависело от личных и деловых качеств избранника. Депутат не мог самостоятельно внести законопроект. В Думе правом законодательной инициативы обладала только группа (не менее 30) депутатов, причем внесённый ей проект мог дорабатываться правительством. Однако «депутатские» законопроекты были редким явлением. Ещё реже вносили законопроекты члены Государственного совета. Из 2197 законопроектов, рассмотренных III Думой, только 34 внесли депутаты (из них 28 доработало правительство), а ещё 2 внес Государственный совет.
Каждый законопроект обсуждался в одной или нескольких комиссиях Думы. Комиссии состояли из депутатов. Многие депутаты вовсе не ходили на заседания «своих» комиссий, предоставляя коллегам решать вопросы без них. Примером является бюджетная комиссия, через которую проходило большинство законопроектов, причем важных тем, что они касались казённых расходов. Например, по словам Н. А. Хомякова (председателя III Думы) треть членов бюджетной комиссии III Думы постоянно отсутствовала на её заседаниях, а вторая треть приходила от случая к случаю. При этом бюджетная комиссия III Думы поработала очень продуктивно — внесла 514 докладов на общее собрание Госдумы и дала заключение по 1222 законопроектам (не успели рассмотреть только 23 законопроекта). По мнению современников, эффективность бюджетной комиссии была связана с деятельностью её председателя М. М. Алексеенко.
На комиссии законопроект обсуждался и правился. Заранее текст законопроекта знали обычно только его докладчик и ещё два — три депутата. Обсуждение шло очень часто в присутствии представителей заинтересованного министерства (мог приехать даже сам министр), которые вносили поправки по ходу обсуждения. Депутаты пытались добиться разрешения допустить на заседания комиссий «сведующих лиц», но в этом было отказано.
После решения комиссии (комиссий) законопроект выносился на пленарное заседание Думы, на котором или утверждался или отклонялся. Далее законопроект шёл в Государственный совет, который почти всегда его утверждал. Из 3350 законопроектов, поддержанных Думой, Государственный совет утвердил 3291 законопроект (93 %) и только 65 законопроектов отклонил или отказался рассматривать (остальные законопроекты Государственный совет до 1917 года или не успел рассмотреть или они не прошли согласительные процедуры). Потом законопроект поступал на подпись императору, который мог его отклонить. На практике право «вето» император почти не использовал. За весь период существования Государственной думы император применил это право только дважды:
- В апреле 1909 года не утвердил проект штатов Морского Генерального штаба;
- 26 мая 1911 года отказался подписывать законопроект об изменении постановлений о правоограничении лиц, сложивших с себя духовный сан или лишённых его.

В период между сессиями Думы император имело право (статья 87 Основных законов Российской империи) издавать указы, имеющие силы закона. Однако эти чрезвычайные указы должны были быть внесены в Думу не позднее, чем через два месяца после возобновления её работы. На практике такие чрезвычайные указы издавались редко. Например, за период работы III Государственной думы (1908—1912 годы) император издал лишь шесть таких указов.
Группы интересов существовали также в Государственном совете. Государственный совет состоял из 178 членов (часть членов избиралась, часть назначалась). По воспоминаниям В. М. Андреевского лишь 70-75 членов Государственного совета (в основном они были назначены императором) составили работоспособное «ядро», которое интенсивно участвовало в разных комиссиях. По воспоминаниям современников, эти назначенцы обладали более высоким профессиональным уровнем по сравнению с выборными членами Государственного совета.
Выборные члены Государственного совета избирались от «обществ» — земств, университетов, дворянских обществ и биржевых комитетов. Как и в Государственной думе в Государственном совете сформировались различные группы:
- Торгово-промышленная группа (возникла в 1907 году). Своей задачей она ставила экспертизу вносимых законопроектов на соответствие их содержания интересам предпринимательских кругов;
- «Академическая» («левая») группа объединяла преимущественно профессуру.

Каналом лоббирования была интерпелляция — право парламентского запроса в отношении государственного органа. В Российской империи был установлен следующий порядок парламентского запроса:
- Запрос могла подать группа, состоявшая не менее, чем из 30 депутатов (отдельный депутат не обладал правом запроса);
- Запрос мог быть адресован любому министру или главноуправляющему (кроме Министерства императорского двора, Ведомства императрицы Марии, Собственной Его Императорского Величества Канцелярии, Канцелярии по принятию прошений);
- Запрос должен был касаться действий, предположительно являвшихся неправомерными;
- Все запросы (кроме неотложных) докладывались Председателю Думы и затем передавались в думскую комиссию по запросам. Там запрос изучался (обычно 4 — 6 месяцев), а в случае одобрения обсуждался на общем собрании Думы и после утверждения подавался;
- Срок ответа на запрос устанавливался в 1 месяц (часто отвечали быстрее — иногда ответ давали в день получения запроса);
- Если ответ министра две трети депутатов Думы признавали неудовлетворительным, то председатель Государственного совета должен был представить дело на рассмотрение императора (на практике не применялось).

Запросы от Думы поступали редко (в последних двух созывах). От III Думы было подано 60 запросов. Кроме того, группа депутатов численность не менее 30 человек (либо думская комиссия) могла задать «вопрос» министру. Этим правом пользовались ещё реже. За период действия III Думы от неё поступило 12 «вопросов». Думский запрос был средством давления на правительство, которое заставляло его идти на уступки
Через депутатов Думы лоббировались не только законопроекты, но и решения, принимаемые другими государственными органами, в том числе теми, которые Думе не были подчинены. Такого рода решения принимались после неформальных контактов депутата и государственного органа. Неформальных контактов было много. Сами министры, их товарищи (заместители) и даже Председатель Совета министров порой устраивали различные неформальные встречи с депутатами, на которых решали те или иные вопросы. П. А. Столыпин организовывал «рауты», на которые приглашались депутаты, министры, члены Государственного совета и представители посольского корпуса. Преемник Столыпина Владимир Коковцов принимал на своей квартире депутатов. Премьер-министры приглашали депутатов «на чашку чая» — фактически для обсуждения разного рода вопросов, связанных с законопроектами.
Депутат И. С. Клюжев в дневниковой записи от 4 февраля 1911 года так описывал эту свою деятельность члена Государственной думы:

Очень много отнимает времени исполнения разного рода чужих поручений и ходатайств, начиная от самых важных, как, например, содействие к избавлению от смертной казни и каторги и кончая просьбой ускорить получение ордена или чина действительного статского советника. И по каждому такому важному или неважному делу приходится один-два или даже несколько раз ездить в то или другое министерство, написать несколько писем, достать справки и т. д. и т. п. По некоторым уже серьёзным делам, где замешана жандармская полиция или военные власти… приходилось хлопотать больше года, затратить массу времени и денег, и, наконец, получить желаемое
Из данной цитаты следует, что Клюжев активно лоббировал самые разные вопросы, которые никак не относились к его обязанностям депутата. Например, награждение орденами было прерогативой императора. Личные связи помогали Клюжеву добиваться своего и в мелких вопросах, которые формально не входили в его компетенцию. Например, 27 апреля 1913 года товарищ министра народного просвещения М. А. Таубе по просьбе Клюжева восстановил в должности одного уволенного самарского учителя. Сделано это было перед выступлением Таубе в Думе, в ходе которого он хотел произвести на депутатов благоприятное впечатление.
Влиятельные депутаты могли пролоббировать также назначение человека на ту или иную должность вне Государственной думы. Например, министр путей сообщения С. В. Рухлов определял состав своего министерства в зависимости от пожеланий думского большинства. Депутаты оказывали влияние и на назначение губернаторов. В июле 1915 года саратовский губернатор А. А. Ширинский-Шихматов просил депутата Н. П. Шубинского способствовать его переводу в Тверь. По словам современника, депутат Н. П. Шубинский мог провести «кого угодно и на какую угодно должность».

### Советский период
В советский период специальных лоббистских организаций и лоббистского законодательства не было. Лоббизм в советских словарях рассматривался как исключительно американское явление, причём крайне негативное. В изданном при И. В. Сталине «Кратком словаре иностранных слов» (1952 год) сообщалось, что лобби («лоббиисты»): «в США — высокооплачиваемые закулисные дельцы, агенты крупных банков и монополий, оказывающие большое влияние в кулуарах конгресса (парламента) на конгрессменов (членов конгресса) и направляющие их действия по указаниям монополистов путём подкупа и взяток при проведении законов, размещении правительственных заказов, назначении „своих людей“ на выгодные посты и т. п. в интересах монополистического капитала». Такое отношение к лоббизму как к негативному и исключительно американскому явлению сохранилось до распада СССР. В советском Словаре иностранных слов (1986 год) сообщается, что лоббизм (лобби) — «система контор и агентств крупных монополий при законодательных органах США, оказывающих в интересах этих монополий воздействие (вплоть до подкупа) на законодателей и государственных чиновников в пользу того или иного решения при принятии законов, размещение правительственных заказов и т. п.». В 4-м издании «Советского энциклопедического словаря» (1988 год) также дано определение понятия «лобби (лоббизм)» как чисто американского явления: «система контор и агентов монополий при законодательных органах США, оказывающих давление на законодателей и чиновников».
В определённой мере в СССР лоббированием занимались секретари областных и краевых комитетов КПСС: тюменские лоббировали интересы нефтяников и газовиков, донецкие и кемеровские — шахтёров, краснодарские и ставропольские — агропромышленного комплекса и т. д.. Лоббирование интересов крупных предприятий и важнейших учреждений шло через их представителей в коллегиях советских министерств.
Лоббирование существовало в СССР и в период Великой Отечественной войны. В этот период региональные руководители в СССР получили дополнительные формальные полномочия — многие из них стали уполномоченными Государственного комитета обороны. Историк Олег Хлевнюк отмечал две практики лоббирования со стороны местных руководителей в период войны:
- Лоббирование интересов региона в других регионах посредством обращения к руководителям этих регионов;
- Лоббирование интересов региона в вышестоящих структурах посредством обращения к высшим руководителям страны. Хлевнюк подчеркнул, что ходатайств такого рода от региональных партийных секретарей сохранилось много (причем во многих случаях такие ходатайства были удовлетворены).

В 1960-е — 1980-е годы лоббирование в СССР проводилось (на союзном уровне) различными способами. Доктор исторических наук Александр Коновалов выделил следующие практики лоббирования в этот период:
- Публичное выступление регионального партийно-советского руководителя на союзном уровне. Так, председатель Магаданского облисполкома И. П. Чистяков на сессии Верховного совета РСФСР в 1966 году подверг критике состояние социально-культурного обслуживания и отметил пренебрежение к области со стороны союзных министров. Это подействовало. Совет министров РСФСР учел основные предложения магаданских руководителей;
- Объединение руководителей соседних регионов для отстаивания общих интересов. Так, в 1972 году решался вопрос о строительстве всесоюзного пионерского лагеря. За место его строительства вели спор группы советских регионов. С целью строительстве лагеря около озера Байкал объединились руководители Бурятии и Иркутской области. В итоге победил вариант создания лагеря около Владивостока, за который совместно выступили руководители пяти дальневосточных регионов: Хабаровского и Приморского краев, Магаданской, Камчатской и Сахалинской областей;
- «Министерские лобби», которые «выбивали» для своего региона фонды и капитальные вложения. В свою очередь первые секретари региональных партийных органов поддерживали выдвижение министров на посты депутатов Верховного совета СССР, а также добивались в отделах ЦК КПСС развития производственных мощностей регионов (в обмен на гарантии финансирования социальной сферы).

Союзные власти пытались бороться с «местничеством». В июле 1983 года консультант Отдела пропаганды ЦК КПСС Л. А. Оников направил на имя Ю. В. Андропова записку о практиках подготовки постановлений ЦК и работе отраслевых отделов с регионами, в которой отметил:
- Партийный аппарат лишен возможности принципиально критиковать и корректировать позиции министерств и ведомств из-за усиления роли личных отношений и того, что возникли «прочные ведомственные переплетения партийного и хозяйственного аппаратов, которые не так-то просто распутывать»;
- Усиление роли первых секретарей региональных комитетов КПСС, которые имели возможность воздействовать на отраслевые и функциональные отделы ЦК КПСС. Оников откровенно отмечал, что нежелание «связываться» с местами по спорным и по кадровым вопросам стало почти привычным явлением.

Лоббист применительно к советской действительности обозначался словом «толкач». Словарь С. И. Ожегова и Н. Ю. Шведовой 1988 года издания фиксирует, что толкач (в переносном значении) «тот, кто должен (кто может, кому поручено) подтолкнуть, ускорить нужное в данный момент дело». В поздний советский период уже существовал многочисленный слой «толкачей-снабженцев», «толкачей-распределителей» и «толкачей-доставал», которые добивались, в частности, максимальных материально-финансовых ресурсов и минимальных плановых заданий.
В период перестройки в СССР было разрешено частное предпринимательство, что вызвало необходимость отстаивания интересов бизнеса в органах власти. В 1988—1991 годах в стране возникли общественные структуры, которые заявляли о том, что отстаивают интересы предпринимателей — Партия свободного труда, Научно-промышленный союз (будущий Российский союз промышленников и предпринимателей), Аграрный союз, Российская торгово-промышленная палата и другие.
За рубежом у СССР также были политики-лоббисты. Так, государственный старейшина Эстонии Константин Пятс, по словам доктора исторических наук Елены Зубковой, использовался «для лоббирования советских интересов, прежде всего экономических, в эстонском правительстве и парламенте». За свое сотрудничество Пятс получал от советской стороны денежное вознаграждение. Так, жалованье Пятса на должности советского юрисконсульта вдвое превышало зарплату спикера эстонского парламента.

### Современный период
В 1990-е годы отношение к лоббизму в России меняется, а сам термин входит в русский язык. В толковом словаре С. И. Ожегова и Н. Ю. Шведовой 1997 года издания слово «лоббизм» присутствует в следующем значении: «деятельность социальных групп, отстаивающих свои политические интересы; группы давления на органы законодательной и исполнительной власти. К лоббистам в первую очередь относятся представители профсоюзов, деловых клубов и ассоциаций, общественно-политические объединения, различные комитеты, комиссии, советы, фонды и пр.». Из этого определения видно, что слово «лоббизм» к 1997 году прижилось в русском языке, стало обозначать явление, присущее не только США, и утратило негативное значение.
С 1992—1993 годов в России осуществляются попытки создания специального лоббистского законодательства. Всего со времени созыва первой Государственной думы нового образца было внесено пять законопроектов о лоббизме, причём самый первый законопроект «О регулировании лоббистской деятельности в РФ» появился ещё в 1992 году. Законопроект о регулировании лоббистской деятельности в России был внесён в Государственную думу в 2003 году, после его отклонения проекты законов о лоббизме в российский парламент не вносились. В основу законопроектов 1996, 1997 и 2003 годов была положена американская система регистрации лоббистов. В 2013 году в Государственную думу был внесён депутатами от партии «Справедливая Россия» законопроект № 410475-6 «О порядке продвижения интересов коммерческих организаций и индивидуальных предпринимателей», но его отклонил Совет Государственной думы.
На рубеже 2000-х — 2010-х годов была предпринята попытка ввести регулирование лоббизма в рамках борьбы с коррупцией. На этот раз инициатива исходила от федеральной власти. В соответствии с Указом Президента России от 31 июля 2008 года, которым был утверждён Национальный план противодействия коррупции, предлагалось рассмотреть вопрос о подготовке нормативного правового акта, регулирующего лоббистскую деятельность. Пункт 15 Национального плана противодействия коррупции на 2012—2013 годы, утверждённого Указом Президента России от 13 марта 2012 года № 297 предписал Министерству экономического развития совместно с Министерством юстиции России и другими ведомствами провести публичное обсуждение формирования в России института лоббизма. Однако по состоянию на 2017 год никакого нормативного акта на публичное обсуждение не выносилось.
Поручение по разработке лоббистского законодательства встретило сопротивление со стороны Генеральной прокуратуры России. В июне 2014 года этот надзорный орган опубликовал на своём официальном сайте проект поправок в Уголовный кодекс, предусматривающий введение уголовной ответственности за согласие физического лица использовать своё влияние на принятие решения должностным лицом. Законопроект предусматривал наказание также за передачу денег или оказание услуг физическому лицу, чтобы использовать влияние этого человека на решения чиновников. По сути, Генеральная прокуратура, несмотря на то что она не обладает по Конституции Российской Федерации правом законодательной инициативы, предложила ввести уголовную ответственность за лоббизм. Предложение Генеральной прокуратуры вызвало возмущение у российского бизнеса. Президент Российского союза промышленников и предпринимателей Александр Шохин обратился к Генеральному прокурору России Юрию Чайке с письмом, в котором отметил, что предлагаемый «законопроект нуждается в существенной доработке».
Ещё одна попытка законодательного регулирования лоббизма была предпринята на уровне Содружества независимых государств (СНГ), в которое входит Российская Федерация. 15 ноября 2003 года Межпарламентская ассамблея СНГ приняла модельный закон СНГ «О регулировании лоббистской деятельности в органах государственной власти». Этот документ предусматривает следующее:
- Лоббистская деятельность — это деятельность граждан, а также их объединений по установлению контактов с должностными лицами и депутатами органов законодательной власти с целью оказания влияния от имени и в интересах конкретных клиентов на разработку, принятие и осуществление указанными органами законодательных актов, политических решений, подзаконных нормативных актов, административных решений;
- Лоббист — гражданин, осуществляющий за вознаграждение лоббистскую деятельность в интересах третьих лиц, прошедший государственную регистрацию и имеющий доверенность от клиента с указанными полномочиями. Также лоббистом признаётся сотрудник организации, в служебные обязанности которого входит осуществление лоббистской деятельности от имени и в интересах этого юридического лица. В любом случае лоббистом может быть только физическое лицо;
- Лоббист имеет право на получение (за плату) в канцеляриях соответствующих государственных органах любой открытой информации, а также всех поправок и предложений по интересующему его законопроекту, иному нормативному акту. Лоббисту гарантируются допуск в органы исполнительной и законодательной власти, их структурные подразделения и департаменты, возможность встреч с соответствующими депутатами и должностными лицами в порядке, установленном указанными органами. Лоббист также может передавать на рассмотрение в органы государственной власти информационно-аналитические материалы, а также предложения по законопроектам, политическим и административным решениям;
- Лоббист обязан зарегистрироваться в министерстве юстиции и получить лицензию на право занятия лоббистской деятельностью. Кроме того, он должен получить аккредитацию в том органе, в котором предполагается осуществлять лоббистскую деятельность. Наконец он должен представить должностному лицу, с которым вступает в лоббистский контакт, информацию о своей регистрации. Кроме того, лоббист обязан отчитываться о своей деятельности в установленном порядке.

Эта попытка также оказалась неудачной. По состоянию на 2014 год этот модельный закон не лег в основу национального правового акта ни в одной из стран СНГ.

## Изучение российского лоббизма
С 1990-х годов началось изучение российского лоббизма. В мае 1993 года в Москве прошла международная конференция «Лоббизм как средство влияния на политику», причём под эгидой Верховного совета РСФСР. Однако её материалы остались недоступными широкому кругу исследователей. 17 января 1995 года в Фонде развития парламентаризма в России состоялся круглый стол по обсуждению проекта федерального закона «О регулировании лоббистской деятельности в федеральных органах государственной власти», причём в дискуссии приняли участие представители органов власти. Изучение лоббизма как явления (в том числе зарубежного опыта лоббирования) в России продолжилось в 2000-е и 2010-е годы: о лоббизме выходили статьи в научных журналах, монографии, а также защищались кандидатские и докторские диссертации. По состоянию на июль 2012 года в России лоббизму как явлению были посвящены более 50 кандидатских диссертаций и 3 докторских работы. Различные стороны лоббизма изучены в разной степени. Например, практически не исследован лоббизм с точки зрения экономической теории — на 2013 год в России этой теме посвящены только три кандидатские диссертации.

## Правовое регулирование лоббизма в России
По состоянию на 2017 год никаких нормативных актов, специально регулирующих лоббизм, в России на федеральном уровне нет. Поэтому правовой основой лоббизма фактически являются нормы Конституции Российской Федерации: п. 1 ст. 30 («каждый имеет право на объединение, включая право создавать профессиональные союзы для защиты своих интересов. Свобода деятельности общественных объединений гарантируется»), п. 2 ст. 45 (право каждого гражданина защищать свои права и свободы всеми способами, не запрещёнными законом), ст. 33 («граждане Российской Федерации имеют право обращаться лично, а также направлять индивидуальные и коллективные обращения в государственные органы и органы местного самоуправления»).
На региональном уровне понятие «лоббизм» присутствует в законе «О правотворчестве и нормативных правовых актах Краснодарского края», в котором под лоббизмом понимается «деятельность специально уполномоченных на то лиц по информационному взаимодействию с правотворческим органом края с целью выражения интересов соответствующих организаций в региональном правотворчестве».

## Российские лоббистские организации
Лоббированием занимаются некоторые общественные организации, объединяющие предпринимателей. Примером является Российская ассоциация акционерно-коммерческих промышленно-строительных банков «Россия», договор об учреждении которой был подписан в декабре 1990 года. Эта ассоциация не только проводит опросы региональных банков об их отношении к законодательным инициативам российской власти, но и сама разрабатывает проекты нормативно-правовых актов. По подсчётом российских исследователей, за кризисные 2008—2009 годы 16 предложений Ассоциации легли в основу нормативно-правовых актов, принятых и изданных на федеральном уровне.
Лоббированием занимается созданный в феврале 1992 года Союз нефтепромышленников России (с 1995 года — Союз нефтегазопромышленников России), который осуществляет экспертизу правовых и хозяйственных решений в нефтегазовой отрасли, а также участвует в разработке и реализации общегосударственных программ, проводит различные «круглые столы». Совет этого Союза участвовал в разработке Энергетической стратегии России до 2030 года.
К крупным лоббистским организациям России исследователи относят Торгово-промышленную палату России (основана в 1993 году), Российский союз промышленников и предпринимателей (основан в 1991 году), Всероссийский союз страховщиков (образован в 1996 году), Совет по внешней и оборонной политике (основан в 1992 году). В феврале 2020 году почти все ведущие частные медицинские клиники России объединились для лоббирования своих интересов в Национальную ассоциацию независимых медицинских организаций, председателем правления которой стал помощник министра здравоохранения Илья Шилькрот
Лоббированием занимаются некоторые общественные организации, объединяющие предпринимателей или лоббистские фирмы, обеспечивающие продвижение интересов отраслей, а также крупного отечественного и международного бизнесов на коммерческой основе. Примером такой фирмы является Baikal Communications Group, учреждённая в 2015 году Эдуардом Войтенко.
В 2013 году «Независимая газета опубликовала рейтинг лучших лоббистов России, в который включила крупные компании (Газпром», «Роснефть» и РЖД) и руководство трёх крупных общественных организаций (Российского союза промышленников и предпринимателей, Федерации независимых профсоюзов России и Российского союза страховщиков). Впрочем этот список не совсем верен. В нём 75 физических лиц, которых эксперты назвали лоббистами, но из этого числа большинство (46 человек) является крупными государственными чиновниками и депутатами: 25 глав российских регионов (они значатся как «лоббисты-региональные лидеры») и 16 федеральных чиновников, 2 члена Совета Федерации и 3 депутата Государственной думы Российской Федерации. Их включение в список лоббистов с научной точки зрения ошибочно. Под лоббизмом в научном смысле понимают способ «воздействия представителей негосударственных организаций на государственные органы и органы местного самоуправления с целью добиться принятия (или непринятия) ими решений в соответствии с потребностями групп интересов». Кроме того, зарубежное лоббистское законодательство (например, в США и Канаде) исходит из того, что государственные служащие лоббистами не являются. Таким образом из этого списка «Независимой газеты» лоббистами с научной точки зрения являются только 29 человек — не состоящие на государственной службе руководители частных и государственных компаний, а также нескольких общественных структур (предпринимательских и ФНПР).
В лоббистские организации входят бывшие чиновники. Так президентом Ассоциации СИЗ является бывший начальник Департамента условий и охраны труда (Минтруда), ранее руководивший разработкой всей системы управления охраной труда РФ, и действующей законодательной базой, в том числе федеральных законов «Об основах охраны труда в РФ», «Об обязательном страховании от несчастных случаев на производстве и профессиональных заболеваний».
В 1990-е годы в Российской Федерации были сделаны попытки создания объединений лоббистских организаций. В 1997 году в Российской Федерации была зарегистрирована Национальная ассоциация лоббистов.

### Профсоюзы России: низкий уровень лоббизма
Формально российские профсоюзы имеют более широкие возможности лоббирования, чем другие общественные организации. Федеральный закон «О профсоюзах, их правах и гарантиях их деятельности» от 12 января 1996 года установил следующее:
- Проекты законодательных актов, затрагивающие социально-трудовые права работников, рассматриваются федеральными органами государственной власти с учётом предложений общероссийских профсоюзов и их объединений (ассоциаций);
- Проекты нормативных правовых актов, затрагивающих социально-трудовые права работников, рассматриваются и принимаются органами исполнительной власти, органами местного самоуправления с учётом мнения соответствующих профсоюзов.

На региональном уровне между крупными профсоюзными объединениями (как правило, входящими в состав ФНПР), объединениями работодателей и органами власти субъектов Федерации заключены трёхсторонние соглашения о сотрудничестве.
Российские профсоюзы можно разделить на следующие группы:
- Федерация независимых профсоюзов России (ФНПР) и её подразделения — федерации профсоюзов российских регионов. Это самая крупная профсоюзная структура России, которая представлена в каждом регионе России. Она же самая богатая, так как унаследовала имущество советского ВЦСПС на территории Российской Федерации. Её первичные ячейки есть на большинстве предприятий и организаций, созданных в советские годы. Численность членов ФНПР — около 20,7 млн человек (2016 год);
- Крупные (более 100 тыс. членов каждое) профсоюзных объединения, не входящие в ФНПР. На начало 2010-х их было два — «Всероссийская конфедерация труда» (2 млн членов на начало 2010-х годов) и Соцпроф (на начало 2010-х годов от 100 тыс. до нескольких сот тыс. членов)[77];
- Малые «альтернативные» профсоюзы.

Таким образом, три крупных российские профсоюзных объединения (прежде всего ФНПР) формально обладают не только специальными правами по лоббированию (в социально-трудовой сфере), но также имеют в своём составе большое число членов. Однако лоббирование со стороны российских профсоюзов (на федеральном уровне) намного слабее, чем лоббизм со стороны бизнес-ассоциаций. Это связано с тем, что российские профсоюзы не пользуются доверием большинства населения и в постсоветский период никогда не могли привлечь на свою сторону массы избирателей. О политической слабости профсоюзов говорит тот факт, что профсоюзные активисты с 1990 года ни разу не были широко представлены в российском парламенте. Профсоюзам не удавалось провести более 10 депутатов одновременно. Например, Федерация независимых профсоюзов России в 1990 году объединяла около 54 млн членов, но среди более чем 1 тыс. избранных в том же году депутатов Съезда народных депутатов было лишь 5 профсоюзных активистов. Выборы 1990-х годов в Государственную думу показали низкую популярность профсоюзных активистов.
Численность профсоюзных деятелей, ставших депутатами по итогам выборов в Государственную думу:
- 1993 год — 7 человек;
- 1999 год — 10 человек.

Ситуацию осложнял тот факт, что в 1990-е годы депутаты-профсоюзники были разбросаны по разным фракциям. Например, 7 депутатов-профсоюзников Государственной думы 1993 года принадлежали к 3-м депутатским фракциям: «Яблоко», КПРФ и «Регионы России». Попытка создать профсоюзно-предпринимательский блок «Профсоюзы и промышленники России — Союз труда» закончилась провалом — на выборах в Государственную думу 1995 года это объединение набрало лишь 1,59 % голосов.
Разобщённость российских профсоюзных объединений проявилась при обсуждении проекта нового Трудового кодекса в 2001 году. В Государственной думе в 2001 году были вынесены на голосование три варианта нового Трудового кодекса, представленного разными профсоюзными организациями:
- «Согласованный» вариант заместителя председателя ФНПР А. К. Исаева — 288 голосов;
- «Вариант восьми», который представлял вице-президент «Всероссийской конфедерации труда» А. С. Иванов, а поддерживали коммунисты и аграрии — 150 голосов;
- Проект О. В. Шеина, сопредседателя профсоюзного объединения «Защита» — 189 голосов.

В итоге был принят «согласованный» вариант А. К. Исаева, который вступил в силу 1 января 2002 года. При этом Исаев первоначально работал над «проектом восьми», но в дальнейшем изменил свою позицию и стал поддерживать проект Трудового кодекса, согласованный с Правительством Российской Федерации и объединением работодателей Российский союз промышленников и предпринимателей.
В начале 2010-х годов профсоюзы также не были значительно представлены в российском парламенте. На Общенародном праймериз «Единой России» и ОНФ перед выборами в Государственную думу от профсоюзов были делегированы 254 человека, из которых 190 кандидатов вошли в избирательный список «Единой России». Однако депутатами стали только 9 представителей Федерации независимых профсоюзов России. После либерализации партийного законодательства в мае 2012 года Министерство юстиции Российской Федерации зарегистрировало заявку оргкомитета ФНПР о создании партии «Союз труда». В июне 2016 года партия представила собственный партийный список (99 % участников которого были профсоюзниками), после чего начала собирать подписи для участия в осенних выборах. Однако Центризбирком 11 тыс. из необходимых 200 тыс. признал недействительными из-за неправильного оформления данных сборщиков подписей и не допустил профсоюзную партию до выборов в Государственную думу.
Уличные протестные акции Федерации независимых профсоюзов России (обычно с очень умеренными требованиями к властям) даже в 2000-е годы отличались малочисленностью. Например, в 2007 году на акцию «За достойную пенсию» в Москве пришли около 500 человек, в Санкт-Петербурге 300—400 человек, в других регионах Российской Федерации ещё меньше.
Другое крупное профсоюзное объединение — Соцпроф — также, как и ФНПР, создало свою политическую партию — Трудовую партию России. Лидером этой партии стал глава Соцпрофа Сергей Вострецов. Трудовая партия России не участвовала в выборах в Государственную думу в 2016 году, но очень тесно (как и Соцпроф) связана с «Единой Россией». На эту связь указывает тот факт, что Вострецов стал в 2016 году депутатом Государственной думы от «Единой России». Что касается методов, то Соцпроф является спойлером ФНПР на политическом уровне.
Низкий уровень лоббирования со стороны российских профсоюзов связан также с тем, что в России с 2006 года практически нет массовых забастовок — формы давления на власти, распространённой в ЕС. В 1990—1999 годах в России в забастовках ежегодно участвовало от 120,2 тыс. человек до 887,3 тыс. чел.. Затем забастовочное движение сократилось: в 2000 году бастовали 30,9 тыс. чел, в 2001 году — 13,0 тыс. чел., в 2002 году — 3,9 тыс. чел., в 2003 году — 5,7 тыс. чел.. 2004—2005 годы были временем резкого подъёма забастовочного движения. В 2004 году бастовали 195,5 тыс. чел, в 2005 году — 84,6 тыс. чел.. С 2006 года массовое забастовочное движение в России практически отсутствует. В 2006—2014 годах в России бастовали от 10 чел. в год до 2,9 тыс. человек в год. Поэтому такую форму давления на власть как массовая забастовка (распространённую, например, в странах ЕС), российские профсоюзы практически не используют. Более того, Соцпроф выступил с требованием (странным для профсоюза) объявить запрет на проведение массовых протестных публичных мероприятий.
Неспособность российских профсоюзов организовать акции протеста против (или в поддержку тех или иных законопроектов) связана с тем, что подавляющее большинство наёмных работников (в том числе большинство членов профсоюзов) не доверяет профсоюзам и не рассматривает их как действенный инструмент лоббирования. Причём уровень недоверия к профсоюзам стабильно высок и почти не меняется с 1990-х годов. По данным исследований ВЦИОМ в 1994 году 62 % опрошенных респондентов ответили, что российские профсоюзы «практически никакой роли не играют, реально людям не помогают» (в 2009 году такой же ответ дали 60 % опрошенных). О том, что российские профсоюзы играют в обществе положительную роль заявили в 1994 году 12 % респондентов, в 2009 году — 17 % опрошенных.
Профсоюзные СМИ формально также должны лоббировать интересы профсоюзов во властных структурах. Однако печатные СМИ российских профсоюзов (собственных телеканалов и радиостанций у российских профсоюзов нет) выходят столь незначительными тиражами, что это сводит воздействие публикаций в них на общественное мнение к нулю. От ВЦСПС Федерация независимых профсоюзов России унаследовала печатные СМИ, выходившие большими тиражами. Например, тираж журнала ВЦСПС «Советские профсоюзы» в советский период составлял 730 тыс. экз.. К концу 2000-х годов ситуация с профсоюзной прессой резко ухудшилась. Большинство профсоюзных изданий перестали быть таковыми. Уже в 1991 году от профсоюзов отошла газета «Труд» (центральный печатный орган ВЦСПС). Постепенно прекратили связи с профсоюзами отраслевые издания — «Лесная промышленность», «Воздушный транспорт», «Сельская новь», «Медицинская газета», «Строитель» и другие. Те же издания, которые остались у профсоюзов, выходят незначительными тиражами. Например, журнал ФНПР «Профсоюзы» (преемник издания «Советские профсоюзы») по состоянию на 2013 год имел тираж всего 3 тыс. экз.. О незначительности тиражей профсоюзной прессы говорят следующие данные. В 2009 году в России выходили на профсоюзную тематику 15 журналов, сборников и бюллетеней, средний разовый тираж которых составлял 20,1 тыс. экз., а общегодовой — 124,3 тыс. экз. В 2009 году в России было только 66 профсоюзных газет со среднеразовым тиражом 457,3 тыс. экз. и общегодовым тиражом 9 271,4 тыс. экз.. Незначительность тиражей характерна в том числе для СМИ Федерации независимых профсоюзов России. Например, на рубеже 2000-х — 2010-х годов тиражи периодических изданий Федерации были следующими:
- Газета «Солидарность» — около 30 тыс. экз.;
- «Профсоюзы и экономика» — около 1,8 тыс. экз.;
- «Вести ФНПР» — около 2 тыс. экз.

### Ассоциация российских банков

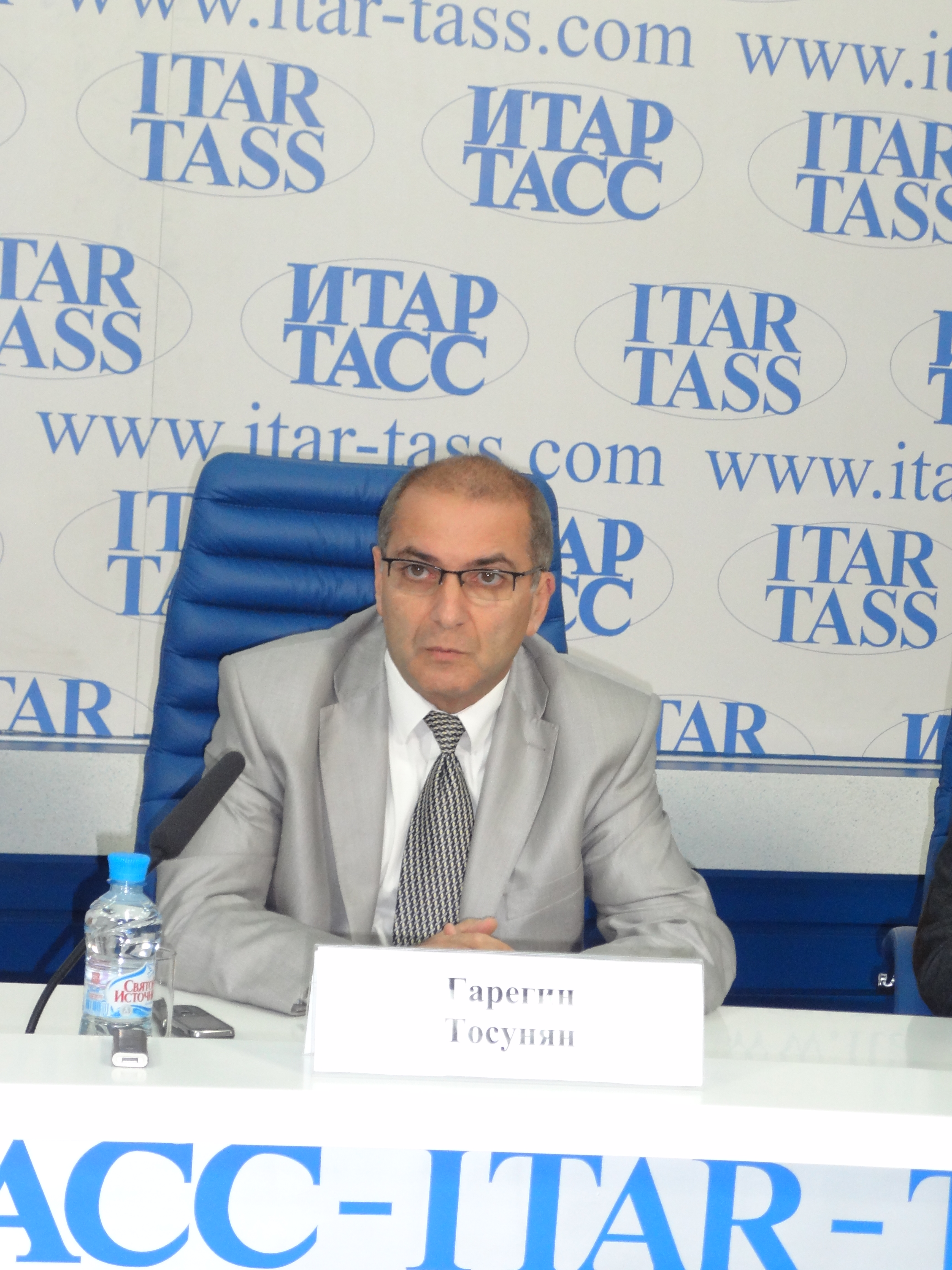
Гарегин Тосунян, глава Ассоциации российских банков с 2002 года

Ассоциация российских банков — одна из старейших современных лоббистских организаций России. Она была создана в 1991 году для лоббирования интересов российских кредитных организаций. Ассоциация объединяла значительную часть российских банков, в том числе крупнейшие кредитные организации России (Сбербанк и другие). Однако в 2017 году восемь крупных банков (Сбербанк, ВТБ, ВТБ 24, Газпромбанк, Россельхозбанк, Альфа-банк, банк «ФК Открытие» и Бинбанк) покинули Ассоциацию из-за недовольства её лоббистской работой. В сентябре 2017 года заявление 9 крупнейших банков России о выходе из Ассоциации российских банков было удовлетворено. Альфа-банк пояснил свой выход несогласием с обнародованным в марте 2017 года докладом Ассоциации, в котором содержалась критика политики Центробанка. Эта критика, по мнению Альфа-банка противоречила «духу конструктивного взаимодействия и сотрудничества, который сложился между органом регулирования в лице Банка России и здоровой частью национальной банковской системы».

## Иностранные лоббистские организации в России
В 2003 году в Москве был открыт офис известной американской лоббистской фирмы Cassidy & Associates для осуществления лоббистской деятельности в России.

## Лоббистские кампании 1990-х — начала 2000-х годов в Государственной думе
Вплоть до начала 2000-х годов Государственная дума была одним из важнейших объектов лоббизма. Благодаря раздроблённости нижней палаты российского парламента и необходимости создания коалиций, российское правительство было вынуждено идти на уступки группам депутатов, продвигающим те или иные инициативы, выгодные лоббистам. В 2004 году после образования в Государственной думе пропрезидентского большинства, лоббистские кампании в ней ослабели.

### Аграрное лобби: кампания по списанию долгов
Аграрное лобби в России появилось в Государственной думе России, проведя на выборах 1993 года 55 депутатов, причём председателем Государственной думы стал аграрий Иван Рыбкин. На выборах 1995 года Аграрная партия России потерпела поражение по партийным спискам, но провела 20 одномандатников, в результате чего аграрное лобби было представлено Аграрной депутатской группой, которую поддерживала КПРФ и в которую вошли депутаты-коммунисты. В мае-июне 1999 года Аграрная депутатская группа раскололась: часть депутатов во главе с Михаилом Лапшиным заключила соглашение с блоком «Отечество — Вся Россия», а парламентарии во главе с Николаем Харитоновым поддержали КПРФ. По итогам выборов в Государственной думе в 2000 году была зарегистрирована Агропромышленная депутатская группа из 36 депутатов во главе с Николаем Харитоновым, причём в неё вновь вошёл Михаил Лапшин. Группа вскоре распалась: на прокоммунистическую фракцию Николая Харитонова и сторонников «Отечества — Вся Россия».
Аграрное лобби включало также три крупные аграрные общественные организации — Агропромышленный союз России, Ассоциации отраслевых союзов АПК и Российское аграрное движение.
Депутаты-аграрии в 1996—2003 годах продвигали в Государственной думе увеличение дотаций аграриям, списание их долгов, а также увеличение суммы на лизинг. В 1993—2000 годах в России существовала практика выделения государственных кредитов аграриям вне зависимости от того вернули ли они кредиты прошлых лет. Наиболее успешным лоббистским проектом аграрного лобби П. А. Толстых назвал законопроект 1998 года «О паритете цен на сельскохозяйственную и промышленную продукцию, используемую в сельском хозяйстве и компенсации потерь в связи с его нарушениями». Этот законопроект предусматривал:
- Списание задолженности аграриев по платежам в федеральный бюджет и в государственные внебюджетные фонды, существовавшую на 1 января 1999 года;
- Списание задолженности аграриев по платежам за энергоносители на 1 июля 1999 года;
- Введение для аграриев 50 % скидки на энергоносители;
- Банк России должен был выдать аграриям кредиты в сумме 12 млрд руб. сроком на 5 лет, под одну четвёртую ставки рефинансирования. При этом аграрии получали отсрочку по платежам по этим кредитам на 2 года.

Законопроект явно ущемлял интересы нефтепромышленников, Газпрома и РАО «ЕЭС», которым приходилось поставлять аграриям дешёвые энергоносители, при этом компенсации убытков из федерального бюджета в 1999 году не предусматривалось. Несмотря на возражения законопроект был принят Государственной думой и утверждён Советом Федерации в 1999 году. Однако Борис Ельцин наложил вето на законопроект, причём новый президент Владимир Путин также отклонил законопроект и вернул его в Государственную думу, где он был снят с рассмотрения в 2002 году. Таким образом аграрное лобби потерпело поражение.
По итогам выборов в Государственную думу в 2003 году Аграрная партия России вновь потерпела поражение, причём на этот раз создать аграрную группу депутатов не удалось. Более того, в результате поражения раскололась сама Аграрная партия России: на сторонников Михаила Лапшина и группу Алексея Чепы, которого поддержал ряд региональных отделений этой партии. Таким образом, аграрное лобби как организованная группа депутатов прекратило своё существование.

### Пивное лобби: борьба против ограничений рекламы пива (2001—2004 годы)
Оформление пивного лобби в России произошло в сентябре 1999 года, когда был образован Союз российских производителей пиво-безалкогольной продукции, объединивший большинство производителей пива. В 2001—2004 годах эта организация вела активную борьбу против введения запрета рекламы пива на телевидении.
В 2001 году в Государственную думу Законодательное собрание Омской области внесло законопроект о полном запрете рекламы пива на телевидении. В ответ пивное лобби обратилось к депутату Виктору Семёнову, который оперативно внес в Государственную думу альтернативный законопроект, который устраивал пивоваров. В итоге законопроект Семёнова был принят в первом чтении. Однако противники пивного лобби во втором чтении включили в него поправки о запрете использования в рекламе пива изображений людей и животных, а также о размещении рекламы пива на телевидении и радио с 17 часов до 22 часов. С этими явно не устраивающими пивное лобби поправками законопроект был принят во втором чтении. Тогда принятие законопроекта пивное лобби стало затягивать и он так и не был принят до выборов в Государственную думу. Затягивали просто — задерживали предоставление заключения на законопроект о непротиворечии его российскому законодательству. Однако после выборов в 2004 году законопроект в июне — августе 2004 года законопроект был оперативно принят с жесткими поправками против рекламы пива и вступил в силу в сентябре того же года. По мнению «пивных» экспертов законопроект был принят благодаря прямому требованию Администрации Президента Российской Федерации.

## Формы и методы лоббирования в России
Лоббизм в России существует в двух формах:
- Публичный диалог с органами власти — создание петиций, посылка писем в органы власти, массовые публикации в СМИ, выступления различных «авторитетов» (деятелей культуры, учёных и т. п.). Примером является кампания по борьбе против строительства в Санкт-Петербурге башни «Газпрома», проходившая в 2006—2011 годах, которая завершилась успехом. В рамках этой кампании было написано открытое письмо властям Санкт-Петербурга, против стройки выступили представители творческой интеллигенции (писатель Д. А. Гранин, актёр О. В. Басилашвили и другие). Протестующих поддержала партия «Яблоко». Активно включились СМИ. Например, только журналист Б. Л. Вишневский в 2006—2011 годах написал более 150 статей против стройки;
- Скрытая «подковерная» борьба различных группировок, оказывающих влияние на чиновников.

Исследователи выделяют следующие методы лоббирования, которые не запрещены законом:
- Освещение проблемы в СМИ под нужным ракурсом, для чего лоббист поддерживает контакты с редакторами ведущих изданий;
- Освещение проблемы в информационных агентствах под нужным ракурсом. Для большинства журналистов агентства во многом являются первоисточником информации. К тому же часто необходимым условием выхода сюжета во влиятельной газете или на телевидении является упоминание темы в лентах информационных агентств. Для лоббиста важно выбрать то информационное агентство, которое охватывает максимально большое количество представителей СМИ;
- Ссылки на результаты проведённых социологических опросов и рейтингов, результаты которых зачастую трудно верифицируемы и в объективность выводов которых предлагается верить на слово. О методике проведения данных опросов часто не сообщается;
- Организация научных исследований с предсказуемым результатом. Его используют отраслевые лоббисты с целью «правильного» воздействия на депутатов, например, на заседаниях комитетов, при парламентских слушаниях и пр. Выкладки именитых учёных, исследования которых профинансированы отраслевыми организациями, призваны стать существенным аргументом в процессе политических дискуссий;
- Grass roots lobbying («корни травы») — технология, заключается в массовом и организованном направлении писем и телеграмм от населения на объект лоббирования с требованием поддержать определённое предложение. Такая технология применяется также в США;
- Эффект неожиданности. Эта технология осуществляется в два этапа. Сначала подбирают прекрасных специалистов, прекрасно знающих тему. Затем внезапно вносится нужный законопроект. При этом реальные оппоненты законопроекта на момент его рассмотрения могут находиться в командировке;
- Параллельное внесение удобного законопроекта. Этот метод препятствует продвижению законопроекта, который не удобен лоббистам. В случае внесение в комитет Государственной думы «неудобного» законопроекта сотрудничающее с лоббистами депутаты вносят свой параллельный законопроект. Добившись его поддержки в комитете, альтернативные законопроекты просто снимают с рассмотрения;
- Эффект открытого и закрытого голосования. При использовании открытого или закрытого голосования могут быть получены совершенно противоположные результаты;
- Эффект «перегруженности». Если повестка дня перенасыщена вопросами, то законопроекты практически не обсуждаются и лоббируемый законопроект может пройти;
- Эффект благоприятного времени. Оптимальное время для внесения законопроекта на рассмотрение депутатам: перед депутатскими каникулами и перед парламентскими выборами. А ещё лучше внести законопроект в последние дни работы Государственной Думы перед депутатскими каникулами. При поддержке Комитета, а также в случае если законопроект не вызывает всеобщего отторжения, прохождение нужного решения практически гарантировано.

### Заказные материалы
Большую роль для лоббиста играет подготовка заказных статей, социологических опросов и рейтингов. Однако важно не только подготовить материал и его опубликовать, но и довести его до адресата — объекта лоббирования. В Государственной думе в 1993—1999 годах по депутатским ящикам раскладывались кипы газет и журналов с «полезными» материалами. В дальнейшем для этой цели в Думе создали специальный шкаф на первом этаже здания, причём депутат получает те присланные ему СМИ, которые сотрудники аппарата и его помощники сочтут нужным передать. Заказать статью или телепередачу нетрудно — по состоянию на 2007 год все СМИ предоставляли такие услуги. Сами исполнители заказных материалов действовали уверенно, не боясь критики со стороны читателей (зрителей), так как в России в подавляющем большинстве случаев журналистов и редакторов мнение аудитории не интересует. Этот фактор очень отличает лоббирование в России от американского лоббизма. В американских газетах имеется должность общественного редактора, который отвечает за связи с читателями и за соблюдение этики в материалах и при этом не подчинён главному редактору.

#### Заказные статьи и репортажи в СМИ
Заказ статьи в СМИ, где конкретную проблему опишут нужным для лоббиста образом и с соответствующими оценками, выгоден по двум причинам: это материал, который потом лоббист может предъявить чиновнику (политику) и обработка общественного мнения. В России в начале 2000-х годов заказы на материалы (при неофициальной оплате) принимали все крупные СМИ — как газеты, так и телеканалы. Стоимость заказного материала была следующей на 2007 год:
- Редакторская (нерекламная) статья в такой газете как «Труд» или «Независимая газета» 2-10 тыс. долларов;
- Редакторская (нерекламная) статья в многотиражной крупной газете («Московский комсомолец», «Коммерсантъ», «Аргументы и Факты», «Комсомольская правда», «Ведомости») — 5-20 тыс. долларов;
- Телепрограмма «Момент истины» или «Максимум» — 30-60 тыс. долларов;
- Выпуски новостей на федеральных телеканалах — от 20 тыс. долларов.

Размещению заказных публикаций способствует тот факт, что российские печатные СМИ (по состоянию на 2009 год) были независимы от читателей. Эта независимость выражалась в том, что российские издания практически не реагировали на письма читателей, не поддерживали «обратной связи» с ними, не изучали оценку читателями своей деятельности, не стремились удовлетворить читательские информационные потребности, предлагая лишь своё видение печатных полос и сюжетов, излагаемых в публикациях журналистов. Такая же ситуация наблюдалась с электронными СМИ.

#### Размещение сообщений в информационных агентствах
Намного дешевле заказной статьи в СМИ является размещение сообщения в информационном агентстве, которое поставляет информацию для журналистов. Расценки на размещение одного сообщения в начале 2000-х годов составляли 800—1000 долларов.

## Лоббизм в органах государственной власти России
В создании федеральных законов наибольшую роль в 1990-е — 2010-е годы играли следующие органы:
- Профильное министерство (министерства);
- Государственная дума Федерального собрания Российской Федерации;
- Администрация Президента Российской Федерации. О лоббировании в этом органе есть несколько свидетельств. В декабре 2015 года глава этого органа Сергей Иванов подтвердил факт наличия лоббирования: «Официального лоббизма в России нет (что плохо, строго говоря), но негласно он всегда процветал пышным цветом. Поверьте на слово. Сталкиваюсь с этим чуть ли не каждый день»[124]. В 2006 году в связи с принятием Государственной думой законопроекта, позволяющего принимать плату за услуги ЖКХ и связи от физических лиц не только банкам, президент Ассоциации российских банков Гарегин Тосунян пообещал «организовать вето президента», если депутаты и сенаторы не поймут «нецелесообразность» этого законопроекта[125].

Соответственно все эти федеральные органы власти являются объектами лоббирования со стороны заинтересованных лиц. В 1990-е — 2010-е годы значение органов при разработке законов менялось: реальное принятие решений к концу 2000-х годов сосредоточилось в руках узкой группы депутатов, профильных министерств и Администрации президента России. В результате, с конца 2000-х годов основное внимание лоббистов сосредоточено не на отдельных депутатах, а на Администрации президента и профильных министерствах.
Лоббированию в России также подвержена судебная система. Хотя формально вмешательство в правосудие запрещено и в некоторых случаях может повлечь уголовную ответственность, но имели место случаи, когда под давлением общественной кампании и (или) органов власти, суд выносил решение, выгодное лоббисту.

### Лоббизм в Госдуме России
1990-е — начало 2000-х годов были временем, когда продвижение законопроектов, нужных лоббистам, осуществлялось через депутатов Государственной думы.
Использованию депутатов для лоббирования законодательных решений способствовали в 1990-е — начале 2000-х годов два фактора:
- Острая потребность партий и кандидатов в спонсорских средствах, которая существовала в 1990-е — 2000-е годы Все политические партии жили в основном за счёт пожертвований физических и юридических лиц[126]. Иных значительных источников финансирования в 1990-е — начале 2000-х годов у партий просто не было. Поступления от членских взносов составляли незначительную часть доходов постсоветских партий (часто взносов вовсе не было)[127]. Например, у «Единой России» в 2003—2008 годах на членские взносы приходилось от 1,2 % до 7,6 % доходов партии[128]. Исключением некоторое время была КПРФ, у которой членские взносы в 1995—1996 годах составили около 10 % доходов, в 2001 году — 55,5 % доходов, но в 2007 году этот показатель составил 9,5 %[129]. Убыточной оказалась деятельность партий по реализации партийной прессы и сувенирной продукции с партийной символикой[130];
- Отсутствие в Государственной думе в 1993—2003 годах пропрезидентского большинства, необходимого для принятия федеральных законов. В итоге президентской власти приходилось договариваться с оппозиционными и независимыми депутатами, идти им на уступки, соглашаясь с их законопроектами в обмен на поддержку президентских и правительственных законопроектов.

В 1993—2003 годах политические партии в поисках средств продавали спонсорам следующее:
- Места в партийных списках. ЛДПР продавала депутатские места практически всем желающим. По словам бывшего спонсора ЛДПР место в партийном списке партии стоило на выборах 1995 года около 1 — 1,5 млн долларов[131]. О том, какие расценки существовали в ЛДПР на место депутата Государственной думы в начале 2000-х годов свидетельствует следующий случай. В сентябре 2007 года Владимир Жириновский предъявил ксерокопию расписки бывшего однопартийца Алексея Митрофанова, в которой тот обязался оказать ЛДПР до 1 мая 2004 года «материальную помощь» в размере 2 млн евро[132]. По словам Жириновского, это была плата за включение Митрофанова в партийный список ЛДПР на выборах в Государственную думу в 2003 году[133];
- Обещание поддержки интересов спонсоров. Например, во время предвыборной кампании 1995 года ЛДПР разослала по предприятиям и организациям письмо, в котором обещала в случае внесения спонсорской помощи в размере 10 тыс. долларов включить спонсора в «белый» список, а тех, кто откажется поддержать партию внести в «чёрный» список[134];
- Удостоверения помощников депутатов Государственной думы[135];
- Возможность реализации продукции нужной компании в стенах Государственной думы[135];
- Федеральные номера депутата Государственной думы[135].

Важным инструментом лоббирования в Государственной думе до 2003 года были депутатские группы, которые состояли в основном из депутатов-одномандатников и часто формировались по профессиональному признаку. Для образования зарегистрированной депутатской группы было достаточно 35 депутатов (после того, как «Единая Россия» получила большинство мест в Государственной думе, минимальная планка была поднята до 55 депутатов). Кроме депутатских групп в Государственной думе в 1990-е — 2000-е годы возникло большое количество неофициальных межфракционных депутатских объединений, которые образовывались по следующим признакам:
- Хозяйственно-экономическая деятельность. Примером является созданное в феврале 2000 года по инициативе Виктора Черномырдина межфракционное депутатское объединение «Энергия России», в которое вошли 134 депутата;
- Представляющие интересы групп регионов России. Например, объединения «Сибирское соглашение», «Центр России» и другие;
- Профессиональная деятельность граждан. Примеры — «Юристы России», «Граница России» и другие;
- Роль и место России в современном мире. Примером является объединение «ЗУБР» («За союз Украины, России и Белоруссии»), стремившееся создать объединённый парламент трёх государств.

Лоббирование интересов предпринимателей через депутатские группы носило порой совершенно открытый характер. Например, депутатский группа «Народный депутат» заключила официальное соглашение о сотрудничестве с холдингом «Металлоинвест». По словам руководителя холдинга Дмитрия Гиндина это сотрудничество выразилось в следующем:
- Специалисты холдинга встречаются с депутатами для обсуждения «законопроектов, затрагивающих интересы холдинга»;
- Холдинг готов оказать депутатскому объединению «финансовую помощь»[138].

Таким образом, «Металлоинвест» предлагал по нужным ему законопроектам депутатской группе два вида лоббистской помощи: деньги и информирование.
Лоббирование можно осуществить также через экспертные советы, существующие при комитетах Государственной думы. Эти органы состоят из учёных и предпринимателей. Для ускорения принятия законопроекта применялась такая форма как парламентские слушания, пресс-конференции, семинары с выступлением парламентариев с широким освещением в СМИ. Схема парламентских слушаний была такова: сначала состояние отрасли преподносилось как критическое, затем делалась ссылка на зарубежный опыт, а после предлагались конкретные меры по улучшению ситуации. При этом тон был такой: если не принять меры сегодня, то завтра будет уже поздно.
Лоббирование также осуществлялось через структуры аппарата Государственной думы. Наиболее важными для лоббистов в плане возможностей являлись два из восьми управлений Аппарата:
- Правовое управление Государственной думы. Оно проверяет законопроекты на соответствие законам Российской Федерации и Конституции России. Управление может воздействовать на депутатов через правовые консультации, а также затягивать проведение правовой экспертизы того или иного законопроекта;
- Управление по связям с общественностью и взаимодействию со СМИ.

С конца 2000-х годов ситуация меняется для лоббистов в худшую сторону. Во-первых, выборы в Государственную думу с 2007 года стали проходить исключительно по партийным спискам. Парламентарий, избираемый по партийному списку, больше заинтересован в упрочении места в партийной иерархии, а не в популярности среди избирателей. Поэтому он значительно меньше нуждается в создании с помощью денег лоббиста имиджа среди избирателей. Во-вторых, резко сократилось количество политических партий в России — на 2011 год их осталось только 7 (остальные были распущены). Это также ограничило возможности для выбора объекта лоббирования. В-третьих, сами политические партии, представленные в Государственной Думе, примерно с конца 2000-х годов переходят на прямое государственное финансирование (за голоса избирателей). В 2009 году в основном на государственном финансировании были две парламентские партии — КПРФ (примерно 54 % доходов) и ЛДПР (81 % доходов). В 2009 году две остальные парламентские партии ещё жили на спонсорские пожертвования юридических лиц, которые составили 63,8 % доходов «Единой России» и 58,1 % доходов «Справедливой России». В 2015 году на полном государственном финансировании уже были все партии, представленные в Государственной думе. В 2015 году государственное финансирование составило 89,4 % доходов КПРФ, 74,6 % доходов ЛДПР, 86,4 % доходов «Справедливой России», 68 % доходов «Единой России». Кроме того, даже тот факт, что на выборах в Государственную думу 2016 года все российские «парламентские» партии получили намного меньше голосов, чем в 2011 году, не привёл к снижению их государственного финансирования. Вскоре после выборов был принят закон, вступивший в силу с 1 января 2017 года, который увеличил финансирование политических партий — за 1 голос избирателя партии (если она набрала 3 % голосов на последних выборах в Государственную думу) государство стало платить не 110 руб., а 152 руб.. Председатель Комитета Государственной думы по бюджету и налогам Андрей Макаров объяснил такое повышение тем, что оно «делает прозрачным финансирование партий и даёт возможность не прибегать к каким-то поискам дополнительных спонсорских денег». Таким образом, на 2017 год в России прямое государственное финансирование получают четыре «парламентские» партии — «Единая Россия», КПРФ, ЛДПР и «Справедливая Россия». В результате, «купить» место в Государственной думе от политической партии в 2010-е годы стало крайне сложно. В-четвёртых, по возможности лоббирования через депутатов ударила фактическая ликвидация депутатских групп после выборов 2003 года, когда стала действовать более высокая планка для регистрации депутатской группы. Политолог Екатерина Шульман отметила, что сокращение числа думских фракций и депутатских групп существенно ограничило возможности депутатов выступать с законодательными инициативами. Она связала это с тем, что теперь член депутатской фракции большинства уже не мог уйти в депутатскую группу или стать независимым депутатом. Поэтому руководство фракций стало сильнее контролировать депутатов. Во фракциях были введены запреты на внесение депутатами законопроектов без согласования с руководством фракций.
В-пятых, с 2007 года в Государственной думе большинство депутатов составляют представители одной партии — «Единой России». Так как у этой партии есть необходимое количество мандатов для единоличного принятия федеральных законов, то фактически законопроекты принимаются по решению Президиума «Единой России». В этих условиях возможности отдельного депутата или оппозиционной фракции продвинуть законопроект незначительны.
Впрочем и после 2007 года сохранилась практика заключения соглашений между депутатскими фракциями и лоббистскими организациями. Например, 20 марта 2009 года был подписан «Протокол о сотрудничестве» между фракцией «Единой России» в Государственной думе и Федерацией независимых профсоюзов России. Согласно этому документу Федерация и фракция договорились регулярно проводить информационный обмен, консультироваться по вопросам защиты социально-экономических прав работников в условиях финансово-экономического кризиса, а также оказывать содействие в проведении переговоров между профсоюзами и работодателями.
В настоящее время в Государственной думе функционируют две межфракционные депутатские группы. С 2000 года в Государственной думе действует межфракционная группа депутатов «Солидарность», в которую в 2011 году вошли 9 депутатов, избранных от Федерации. Члены группы консультируются с ФНПР, которая через них лоббирует свои интересы. По состоянию на 2014 год в эту группу входили 27 депутатов (20 от «Единой России», 4 от КПРФ, 2 от «Справедливой России», 1 от ЛДПР) и 2 члена Совета Федерации. Помимо «Солидарности» в Государственной думе действует Межфракционная депутатская группа по защите христианских ценностей, которую создали в 2012 году по благословению патриарха Московского и всея Руси Кирилла.
В итоге почти все лоббисты покинули Государственную думу, что отметили депутаты-старожилы. Депутат Михаил Емельянов (член Государственной думы с 1995 года) в 2014 году заявил, что в здании Госдумы «лоббистов почти нет» и отметил, что раньше было совсем иначе:

Если вспомнить Думу второго, третьего созывов, там коридоры были наполнены лоббистами, министры приглашали к себе, в задних комнатах накрывали столы, угощали, объясняли свою политику неформально, почему так надо сделать или не надо
После 2014 года продолжилось ограничение возможности депутатов по внесению законопроектов. Пошли по пути узаконения ранее введённых на уровне фракций запретов для депутатов вносить законопроекты, которые не согласованы с руководством фракции. В феврале 2017 года рабочая группа по снижению числа вносимых и рассматриваемых законопроектов, созданная по инициативе председателя Государственной думы Вячеслава Володина, рекомендовала депутатам перед внесением законопроектов обсуждать их со своей фракцией. В результате число вносимых депутатами законопроектов резко сократилось. За весеннюю сессию 2017 года в Государственную думу было внесено только 677 законопроектов, тогда как за весеннюю сессию 2016 года — 1117.
Значительную роль в лоббировании в Государственной думе (по состоянию на 2019 год) играют председатели её Комитетов. Председатель комитета может ускорить, задержать (или вовсе остановить) рассмотрение любого законопроекта На 2019 год в Государственной думе было 26 комитетов (каждый депутат должен был входить в один комитет). Причем часто председатели комитетов занимают свои посты по несколько созывов. Так, в 2019 году было 6 председателей комитетов, которые занимали свои посты два и более созыва Государственной думы. Председатели комитетов входили в коллегии при министерствах Правительства Российской Федерации, в которых разрабатывались нормативно-правовые акты. 22 февраля 2017 года председатель каждого комитета Государственной думы получил право на общественных началах пригласить троих советников. При этом председатель выбирает этих советников по своему усмотрению. Фамилии и должности таких советников не разглашаются. На практике эти эксперты являются иногда представителями лоббистских организаций. Например, советником председателя Комитета Государственной думы по финансовому рынку стала Лилия Халикова, пресс-секретарь Ассоциации российских банков. Постановление Государственной думы Российской Федерации от 23 июня 2020 года расширило полномочия экспертных советов при председателе Думы и его заместителях.
Лоббированием (причем непубличным) занимаются члены существующих при Комитетах экспертных советов (консультативно-совещательных). Члены экспертных советов анализируют правоприменительную практику, оценивают последствия принятия законопроектов, а также разрабатывают поправки к ним для второго чтения. Эта деятельность членов общественных советов очень закрыта от общественности. По состоянию на 2019 год не публиковались стенограммы (за крайне редким исключением) и данные о лицах, которые входят в состав таких советов (нет четких правил публикации сведений о них и имена экспертов часто не публикуются). Также по состоянию на 2019 год не оглашался порядок набора экспертов в этих советы.
В 2020 году были ограничены возможности лоббирования через депутатские запросы. 23 июня 2020 года Государственная дума Российской Федерации приняла постановление, которое обязало каждого депутата публиковать каждый свой депутатский запрос в электронной базе Государственной думы. «Аргументы и факты» объяснили необходимость такой публикации тем, что следует показать избирателям чьи интересы лоббирует депутат. При этом «Аргументы и факты» сослались на представителей Государственной думы Российской Федерации, в частности на Сергея Миронова, который сказал следующее:

Мы помним, как некоторые сенаторы лоббировали интересы своих детей, своих фирм

#### Лоббирование через депутатов Государственной думы решений других органов власти
Депутат Государственной думы имеет возможности продвигать выгодные лоббисту государственные решения не только в Государственной думе. Методов, которые не связаны с продвижением законопроектов, несколько:
- Депутатский запрос. Депутат Государственной думы имеет право направить запрос руководителю любого государственного органа (до Президента России включительно) и органа местного самоуправления. Адресат запроса обязан дать письменный ответ. Для получения запроса можно выйти на помощника депутата, у которого есть нужный бланк с подписью и печатью. Запрос помогает оказывать давление на чиновников и создаёт информационный повод для СМИ. Кроме того, депутатский запрос может оказать влияние на бизнес. Например, после запросов депутата Юрия Савельева в Генеральную прокуратуру, МВД и ФСБ в августе 2004 года за один день капитализация компании «Газпром» сократилась на 10 %. Стоимость депутатского запроса (по состоянию на 2007 год) от 5 тыс. долларов (в зависимости от того кому и по какому поводу он направляется);
- Запрос фракции депутатов (нескольких фракций депутатов). Эта услуга стоит дороже запроса отдельного депутата. По состоянию на 2007 год она стоит от 30 тыс. долларов;
- Запрос Государственной думы (Парламентский запрос). Он принимается большинством голосов депутатов Государственной думы. По состоянию на начало 2000-х годов парламентский запрос стоил до 100 тыс. долларов;
- Открытие общественной приёмной депутата в местах экономической деятельности предпринимателя. Эту услугу оказывали «скандально известные» парламентарии, а также некоторые депутаты от «ЛДПР и Родины». При этом скандальная слава депутата увеличивает стоимость такого «патронажа». На 2007 год стоимость содержания общественной приёмной депутата в местах деятельности предпринимателя составляла 2 тыс. долларов в месяц. Примером является следующая ситуация. В 2004 году в отношении одного предпринимателя было возбуждено уголовное дело за хранение контрафактных дисков с компьютерными играми. Однако, когда сотрудники правоохранительных органов пришли с обыском на склад предпринимателя, то обнаружили, что помещение закрыто и на нём появилась табличка «Общественная приёмная депутата Государственной думы Владимира Овсянникова». В дальнейшем Владимир Овсянников направил депутатский запрос в Генеральную прокуратуру о незаконных методах ведения расследования в отношении этого предпринимателя.

Депутат любого уровня также вправе проводить встречи с избирателями. Это позволяло депутату проводить в форме встреч с избирателями массовые акции по продвижению той или иной инициативы. После того, как 28 января 2017 года оппозиционные депутаты провели акцию против передачи Исаакиевского собора Русской православной церкви, Государственная дума Российской Федерации в 2017 году приняла закон, ограничивающий встречи депутата любого уровня с избирателями:
- Депутат обязан получать предварительное согласие органа власти на проведение встречи с избирателями (кроме специально отведённых мест и внутридомовых территорий);
- Депутат может проводить встречу только с жителями того округа, от которого он избран.

### Лоббизм в Совете Федерации
«Аргументы и факты» сообщали в 2020 году, что в период пандемии коронавируса член Совета Федерации от не имевшей выхода к морю Тувы Людмила Нарусова попросила главу Министерства сельского хозяйства России включить несколько рыбодобывающих предприятий Дальнего Востока в перечень системообразующих. При этом дочь Нарусовой Ксения Собчак вложила миллионы в крабодобывающую компанию.

### Лоббизм в судебной системе
Формально в России запрещено незаконное вмешательство в правосудие, а большинство государственных органов обязано при получении жалобы на решение суда, сообщать заявителю просто порядок обжалования, не давая никаких указаний или советов суду. Перечень государственных правозащитных структур, которые имеют право по жалобе, подавать в интересах заявителя обращение в суд, ограничен. К ним относятся, в частности, органы прокуратуры, Уполномоченный по правам человека в Российской Федерации, а также региональные омбудсмены. Другие органы, в том числе президент России, формально не могут рассматривать по существу жалобы на решения судов. Однако на практике имели место случаи, когда после вмешательства президента России, суд пересматривал дело. Вмешательство шло после того, как президент узнавал от общественности (часто от журналистов) о нелепом судебном решении. Лоббирование шло по схеме: журналист-лоббист сообщает о судебном решении президенту — президент даёт поручение проверить дело (прокуратуре или Уполномоченному по правам человека) — в суд поступает прокурорское представление — дело пересматривают. Формально в России пересмотреть можно любое уголовное дело даже, если срок обжалования давно прошёл — Председатель Верховного суда Российской Федерации имеет право в любой момент не согласиться с решением судьи Верховного суда об отказе в передаче кассационной жалобы и направить её на рассмотрение в суд кассационной инстанции.
Примером такого лоббирования в судебной системе России является дело Чудновец. В ноябре 2016 года сотрудница детского сада Евгения Чудновец была осуждена за репост видеозаписи к 6 месяцам реального лишения свободы. Менее, чем через две недели после вынесения приговора в защиту Чудновец началась общественная кампания в СМИ, сопровождающаяся запросами депутатов Государственной думы и сбором подписей под петицией за оправдание осуждённой на портале Change.org. Под давлением общественности Следственный комитет Российской Федерации и прокуратура изменили своё мнение. Прокуратура стала просить апелляционную инстанцию смягчить Чудновец наказание до не связанного с лишением свободы. После того, как 22 декабря 2016 года суд апелляционной инстанции отказался это сделать, журналистка Znak.com Екатерина Винокурова обратилась по этому делу к президенту России Владимиру Путину на пресс-конференции 23 декабря того же года. Владимир Путин пообещал посмотреть решения по этому делу. После этого кампания в защиту Чудновец резко расширилась. Журналистка Ольга Романова заявила, что в защиту Чудновец объединились «и правые, и левые, и администрация президента, и Общественная палата, и Госдума». В итоге по кассационному представлению прокурора дело Чудновец в марте 2017 года было пересмотрено — осуждённая оправдана с признанием права на реабилитацию. После освобождения Чудновец пресс-секретарь Путина Дмитрий Песков подтвердил, что президент России «обещал не оставить это без внимания, что, собственно, и произошло». Таким образом, Песков косвенно подтвердил, что дело Чудновец пересмотрели по указанию Владимира Путина.
В российском праве отсутствует понятие «друзья суда» («amicus curiae»), характерное для права США. Фактически «друзья суда» являются лоббистами. Исследователь американского лоббизма Н. Г. Зяблюк пришёл к выводу, что нет никакой разницы между письменным сообщением лоббиста министру и запиской «друга суда», адресованной Верховному суду США. В России лоббистский институт «друга суда» официально никогда не существовал. Однако в 2010-х годах были случаи официального введения «друга суда» в процесс (например, в дела, рассматриваемые Конституционным судом Российской Федерации).

#### Лоббизм в Конституционном суде России
В Конституционном суде Российской Федерации уже в 1993 году имело место лоббирование. Заявители по делу об акционировании государственных предприятий электроэнергетики на базе «Иркутскэнерго» стремились повлиять на принятие дела к производству и на назначение определённого судьи-докладчика, чтобы решение было вынесено в их пользу.
В 2010-е годы в Конституционном суде Российской Федерации реализовывался пилотный проект привлечения Института права и публичной политики в качестве «друга суда». В 2013—2015 годах Конституционный суд Российской Федерации вынес три постановления по делам, в которых Институт публичной политики выступал в качестве «друга суда». 28 января 2021 года в регламент Конституционного суда были внесены поправки, фактически отменяющие действие amicus curiae в судебной практике суда. Комментируя отмену amicus curiae, пресс-служба Конституционного суда Российской Федерации сослалась в том числе на «опасения ряда представителей научного сообщества, что этот инструмент создает излишние возможности для лоббизма».

## Борьба между лоббистами
В России иногда бывают своеобразные лоббистские войны между компаниями, принадлежащими к одной отрасли, что отражается на принимаемых нормативных актах. Примером является федеральный закон, вступивший в силу с 2006 года, который вводил нулевую ставку налога на добычу полезных ископаемых на для новых и выработанных нефтяных месторождений. В самый последний момент разработчики законопроекта исключили из списка затрагиваемых им месторождений Тимано-Печорскую нефтегазоносную провинцию (там основная часть нефтяных запасов принадлежала компании «Лукойл») — этот факт вероятно связан с лоббированием со стороны «Газпрома» и «Роснефти». После этого «Лукойл» подписала соглашение с «Газпромом» о создании совместного предприятия по разработке этой нефтегазоносной провинции.

## Лоббистские петиционные сайты в России
В России действует несколько петиционных интернет-порталов, которые предлагают желающим написать петицию в органы власти (иногда также в организации) по изменению или принятию того или иного нормативно-правового акта. Наиболее известны в России следующие петиционные порталы:
- Change.org. Этот международный портал был основан в 2007 году и базируется в США. Имеет русскоязычную версию. Петицию на портал может добавить любой зарегистрированный пользователь (личность пользователя не подлежит обязательной проверке). При этом петиция может быть любого содержания: жалоба или предложение. Адресат петиции также может быть любой — как государственный орган, так и частная фирма. По словам руководителя платформы в России Дмитрия Савёлова, по глобальной статистике Change.org «в среднем в час побеждает одна петиция. В России как минимум одна петиция в день добивается поставленного результата»[165]. Если учесть, что по словам Савёлова, в России в месяц на портале регистрируются около 3 тыс. петиций[165], то доля «победивших» петиций составляет около 1 % от их общего числа. В качестве примера успешной инициативы, которая привела к принятию государственных решений можно назвать петицию о запрете промышленного забоя тюленей, которая собрала более 250 тыс. подписей и после которой Росрыболовство запретило такой промысел[166]. Размещение петиций бесплатное, но петиции можно «спонсировать» — заплатить деньги за их продвижение. Последняя опция нравится не всем пользователям. На Change.org появилась петиция, адресованная команде этого сайта, с требованием прекратить платный показ петиций, «особенно если речь идёт о больных и страдающих людях»[167];
- Демократор. Портал запущен в феврале 2010 года. Для размещения петиции на нём и для голосования не нужна точная идентификация пользователя. Портал предлагает любому желающему написать предложение или жалобу в органы власти и выставить на голосование и комментирование. Потом жалоба (предложение) с подписями отправляются в орган власти. По состоянию на конец марта 2013 года на нём были зарегистрированы более 820 тыс. человек и создано более 11 тыс. проблем[168]. Затем рост портала замедлился: по состоянию на декабрь 2015 года на Демократоре зарегистрированы 944114 участников, а также 13366 петиций[169]. За два года количество участников проекта увеличилось менее, чем на 125 тыс. человек. Эффективность портала невелика — из созданных к концу марта 2013 года более 11 тыс. «проблем»-петиций были решены только 223[168] (около 2 %);
- Российская общественная инициатива — государственный федеральный портал. Для размещения на нём инициативы (а равно для того, чтобы иметь право голосовать за инициативу) пользователь обязан пройти регистрацию на сайте государственных услуг. На конец 2015 года в России таких зарегистрированных пользователей было только 22,5 млн человек[166]. Набравшая необходимое количество голосов инициатива будет направлена в органы власти на экспертизу. Эффективность портала низкая. По состоянию на декабрь 2015 года на Российской общественной инициативе зарегистрированы 7027 инициатив, из которых только по 20 приняты и опубликованы государственные заключения[169]. По состоянию на январь 2017 года на портале были размещены 9447 инициатив, из которых 12 приняты[170] (0,1 % от общего числа размещённых петиций). При этом каждая из реализованных инициатив набрала от 2 голосов до 77551 голоса (то есть менее 100 тыс. требуемых для петиции федерального уровня голосов)[170]. Таким образом эффективность портала по состоянию на январь 2017 года почти нулевая и ни одна инициатива, набравшая 100 тыс. подписей, не стала законом. «Российской общественной инициативой» пользуются не только граждане, но и общественные организации. Например, Российский профсоюз железнодорожников и транспортных строителей (он входит в ФНПР) в 2017 году опубликовал на этом портале инициативу о поправках в Трудовой кодекс Российской Федерации, предусматривающую, что работодатель не вправе включать в гарантированную (базовую) часть зарплаты (она должна быть не ниже МРОТ) компенсационные и стимулирующие выплаты[171][172]. Таким образом, автор петиции предлагает отказаться от практики, когда оклад может быть ниже минимального размера оплаты труда. Эта инициатива набрала более 32 тыс. подписей[172].

## Численность и финансирование лоббистов
О численности лоббистов в России и об объёмах их финансирования можно судить только приблизительно, так как нет никакой системы регистрации лоббистов и их обязательной отчетности. Однако некоторые оценки экономической составляющей этой сферы есть. В сентябре 2012 года Центр по изучению проблем взаимодействия бизнеса и власти в рамках подготовки ежегодного рейтинга «Лучших специалистов по связям с органами государственной власти России» провёл анонимный опрос 30 респондентов (руководителей направления, вице-президентов), отвечающих в компании за связи с органами государственной власти. При этом опрашивались руководящие работники как российских, так и западных компаний. Исследование показало, что в 2012 году в России на лоббирование было потрачено примерно 200 млн долларов, а численность лоббистов составила (только корпоративный сектор) около 1 тыс. человек.
Известен пример финансирования лоббизма путем небольших сборов с физических лиц. Некоммерческая организация Григория Сергеева «Центр поиска пропавших людей» получает часть платы, которую отчисляют абоненты мобильной связи за использование мобильного приложения «Поисковый центр» (на 2020 год эта абонентская плата — 169 рублей в месяц). «Центр поиска пропавших людей» занимается лоббированием интересов поисковиков.
Стоимость лоббистской кампании зависит от объекта лоббирования, характера нормативно-правового акта, а также иных обстоятельств (например, чтения, которое проходит законопроект в Государственной думе). Кроме того, иногда приходится тратить средства на отражение аргументов противников законопроекта, которые начинают вести встречное антилоббирование. Например, наиболее дорогим является лоббирование поправок в федеральный бюджет. Если законопроект предполагает существенные финансовые выгоды (ограничение для конкурентов, расширение рынка сбыта товаров и услуг), то лоббирование может длиться годами и стоить миллионы долларов. Например, лоббирование вступившего в силу законопроекта, вводящего ОСАГО (он заметно расширил круг потребителей страховых услуг) длилось 6 лет и обошлось страховщикам (по разным оценкам) до 5 млн долларов. Инициаторами законопроекта были генеральный директор страховой компании «Согласие» Игорь Жук и глава Российского союза автостраховщиков Андрей Слепнёв. Средства, выделенные на лоббирование законопроекта, были потрачены на услуги лучших юристов, проведение парламентских слушаний и конференций.

## Лоббистские скандалы в России
В постсоветский период в России известно несколько крупных скандалов, связанных с лоббированием. По состоянию на 2017 года они не привели к созданию лоббистского законодательства. Участники этих скандалов при лоббировании нарушали не лоббистское, а общегражданское законодательство. Наиболее известным лоббистским скандалом стала попытка авантюриста Виктора Петрика при помощи председателя Государственной думы России Бориса Грызлова пролоббировать выделение значительных бюджетных средств на «чудо-фильтры» по федеральной целевой программе «Чистая вода».

### Дело Трофимова (1999)
В 1999 году произошёл крупный скандал, связанный с лоббированием незаконными методами в Государственной думе — дело Трофимова. В Государственной думе в это время скопилось большое количество не рассмотренных законопроектов. 22 апреля 1999 года доктор юридических наук Владимир Трофимов был задержан у входа в ресторан во время передачи ему 5 тыс. долларов директором Объединённого института ядерных исследований Владимиром Кадышевским. Этот институт заключил соглашение с Правительством Российской Федерации, которое должно было быть одобрено Государственной думой. Но соглашение «застряло» в Комитете по конверсии, который не желал его одобрять. Трофимов не был депутатом, но руководил аппаратом комитета Государственной думы по международным делам. Он предложил директору института заплатить за содействие в скорейшем прохождении законопроекта о соглашении института и Правительства России — 10 тыс. долларов, из которых 5 тыс. долларов составлял аванс, при передаче которого его задержали. Опытный юрист Трофимов принял ряд мер предосторожности: разговаривал с Кадышевским в коридорах Думы (а не в кабинете), перед получением денег водил директора по безлюдным улицам, чтобы исключить возможность слежки. Но доказательства вины были налицо — купюры, переданные Трофимову были пропитаны специальным светящимся составом, а передача их была зафиксирована на аудио и видео-запись.
По приговору суда Трофимов получил в мае 2000 года 9 лет лишения свободы с конфискацией имущества (позднее Президиум Верховного суда Российской Федерации сократил этот срок до 3 лет и отпустил осуждённого по амнистии). Примечательно, что ряд депутатов и профсоюзный комитет Государственной думы просили суд назначить Трофимову наказание, не связанное с лишением свободы. В конечном итоге Трофимов провёл в местах лишения свободы только 1,5 года.

### Дело Вороненкова — Новикова (2001)
Другим лоббистским скандалом стало дело Вороненкова — Новикова. В 2000 году представитель фирмы «Сибфорпост» (она занималась поставками продовольствия в северные районы России) Е. Тростенцов познакомился с Денисом Вороненковым и Игорем Новиковым. Тростенцов хотел получить компенсацию из федерального бюджета за эти поставки и пролонгировать договоры поставок на следующий год. Юрист Вороненков работал в Государственной думе референтом. Вороненков сообщил, что этот вопрос можно решить только через руководство проправительственной депутатской фракции «Единство». За 60 тыс. долларов Вороненков провёл представителей этой фирмы к руководителям фракции — Борису Грызлову и Францу Клинцевичу. Вороненков представил партийным руководителям пришедших как бизнесменов, которые деньгами помогли партии «Единство» во время выборов. В ходе встречи партийные руководители обещали фирме содействие. В дальнейшем, по словам Тростенцова, Вороненков постоянно требовал деньги для передачи Грызлову и Клинцевичу, и собрал с бизнесмена 150 тыс. долларов. Бизнесмену удалось выйти на Клинцевича, который посоветовал написать заявление в правоохранительные органы. Для передачи Вороненкову и Новикову правохранители подготовили специальные «меченые» купюры на сумму в 10 тыс. долларов и задержали в 2001 году обоих при непосредственной передаче им денег Евгением Тростенцовым. В отношении Вороненкова и Новикова было возбуждено уголовное дело по статье «Вымогательство». Однако вскоре дело развалилось. Прокуратура отказалась дать согласие на взятие под стражу обоих подозреваемых и прекратила уголовное дело в их отношении, посчитав, что переданные средства были возвращением долга Тростенцова Вороненкову и Новикову.
Зато лица, которые поддерживали обвинение по делу Вороненков — Новикова, были строго наказаны. Начальник Центрального регионального управления по борьбе с организованной преступностью МВД России полковник Михаил Игнатов, который вёл это дело, сам был обвинён в том, что вымогал взятку у Елене Чайковской (матери Игоря Новикова) за освобождение её сына. Потерпевшими стали Вороненков и Новиков. Хотя Московский городской суд оправдал Игнатова по эпизоду о вымогательстве взятки, но полковник провёл до приговора более 2-х лет в СИЗО. В это время он, конечно, не мог вести уголовное дело Вороненкова — Новикова. 10 тыс. «помеченных» долларов исчезли. Бизнесмен Евгений Тростенцов был вынужден бежать за границу, где дождался, пока возбуждённое в отношении него уголовное дело не закрыли за отсутствием состава преступления. Пострадали даже лица, которые были понятыми при задержании Вороненкова и Новикова. Понятой Александр Сидоров в жалобе Генеральному прокурору Российской Федерации Владимиру Устинову писал, что его, Сидорова в наручниках доставили в прокуратуру и заставили дать показания на полковника Игнатова. На обоих понятых, которые были руководителями частных служб безопасности, возбудили уголовные дела. В августе 2003 года суд признал, что понятые совершили мошенничество, требуя от Чайковской денег для передачи в качестве взятки Игнатову и приговорил одного понятого к 6 годам лишения свободы, а второго — к 5 годам лишения свободы. Дело рассматривалось в закрытом режиме — была оглашена только резолютивная часть приговора. Верховный суд Российской Федерации оставил приговор Игнатову и понятым без изменения. Постановлением от 24 мая 2007 года Европейский суд по правам человека (Дело «Игнатов против Российской Федерации») признал, что длительное содержание Игнатова под стражей, которое продлевалось 13 раз под стереотипными формулировками, а в некоторых случаях вообще без всякого обоснования, противоречило Европейской конвенции о защите прав человека и основных свобод.
Денис Вороненков сделал карьеру — стал в 2011 году депутатом Государственной думы России, избранным по партийному списку КПРФ, где в 2011—2016 годах являлся членом Комитета по безопасности и противодействию коррупции.

### Петрикгейт (2009)
Самым известным лоббистским скандалом в постсоветской России стала попытка изобретателя Виктора Петрика через председателя Государственной думы России Бориса Грызлова получить огромное государственное финансирование на оснащение государственных учреждений (в том числе школ и больниц) «чудо-фильтрами» для очистки воды. Сам Виктор Петрик — непризнанный учёный, который известен громкими заявлениями о своих открытиях. Одним из открытий Петрика были «чудо-фильтры», которые по его словам, давали высочайшее качество очистки водопроводной воды.
Личный друг Виктора Петрика и одновременно глава правящей в Российской Федерации партии «Единая Россия» Борис Грызлов инициировал принятие партийной программы «Чистая вода». Эта программа была сначала принята на VII съезде «Единой России», а затем приобрела государственный статус после того, как 22 декабря 2010 года Постановлением Правительства Российской Федерации была принята одноимённая федеральная целевая программа. Координатором проекта до 13 января 2010 года была член Президиума Генерального совета «Единой России», заместитель Председателя Совета Федерации Светлана Орлова, а с 13 января 2010 года — Борис Грызлов.
Финансирование из бюджета программа предполагала огромное. Изначально было запланировано потратить до 2020 года на фильтры 15 триллионов рублей (по курсу 2006 года около 500 млрд долларов). Фильтрами Петрика планировалось оснастить многочисленные бюджетные учреждения. Однако проект вызвал сопротивление со стороны Российской Академии наук и общественности. В рамках борьбы против внедрения фильтров Петрика началась масштабная кампания в российских СМИ. Дело дошло до председателя правительства России Владимира Путина, который в 2010 году заявил, что фильтров Петрика не будет в федеральной целевой программе «Чистая вода». В 2010 году программа «Чистая вода» была возобновлена, но в значительно более скромных, чем изначально, масштабах — до 2013 года было предусмотрено выделение из бюджета только 18 млрд руб.. Однако и эти деньги были потрачены не полностью — например, за 2013 год ввели только 28 объектов из запланированных 120-ти. В феврале 2017 года партийный проект «Единой России» «Чистая вода» был официально закрыт. Тем не менее лоббирование дало свои результаты — фильтрами Петрика были оснащены 674 объекта (в том числе детские учреждения).

### Дело Константина Цыбко (2017)
В августе 2017 года Озёрский городской суд Челябинской области приговорил члена Совета Федерации Константина Цыбко к 9 годам лишения свободы с отбыванием в колонии строгого режима. Цыбко обвинялся в получении двух взяток — от главы Озерецкого городского округа Евгения Тарасова за содействие в назначении на должность и от предпринимателя Олега Лакницкого. При этом Следственный комитет Российской Федерации подчеркнул, что взятка от Лакницкого в размере 10 млн рублей была получена Цыбко «за лоббирование его бизнес-интересов и создание благоприятных условий для развитие бизнеса на территории области».

## Фальшивые лоббисты
Убеждённость многих россиян в том, что вопросы надо решать неформально и закрытость от общественности данных о лоббистах привели к тому, что в России существуют люди, которые выдают себя за лоббистов («решал»). Такие «решалы» крутятся около Администрации Президента России и иных государственных структур. Среди них есть мошенники. Например, бывший губернатор Самарской области Константин Титов потерял 6 миллионов долларов, доверившись двум мошенникам. Один из них выдал себя за главу секретной финансовой группы в президентской администрации (на самом деле этот «глава» официально нигде не работал). Бывший вице-губернатор Воронежской области в 2017 году Андрей Колядин рассказывал, что ему по телефону предлагали за 12 миллионов рублей пролоббировать место губернатора через заместителя представителя президента России в Центральном федеральном округе Сергея Самойлова. Колядин передал трубку Самойлову (позвонили, когда Колядин был с ним на встрече). В другой раз он столкнулся с «лоббистом», который на встрече с представителями Администрации Президента России его Колядина. Однако данный лоббист не смог опознать Колядина при встрече. Колядин в 2017 году утверждал, что московские рестораны днём переполнены разговорами, в ходе которых одни фальшивые лоббисты разводят других таких же.

## Подготовка лоббистов в России
В 2004 году в ГУ-ВШЭ была открыта кафедра, готовящая по связям с органами государственной власти.

## Отношение к лоббизму
На словах отношение самих представителей высшей российской власти к лоббизму в 1990-е — 2000-е годы было в целом негативным, хотя существование этого явления признавалось в официальных документах. В Постановлении Государственной думы РФ от 20 марта 1998 года сказано: «Лоббирование корыстных интересов отдельных групп в Администрации Президента Российской Федерации, в Федеральном Собрании Российской Федерации достигло невероятных масштабов». В Постановлении Правительства РФ от 15 апреля 2000 года сообщается, что «отмечаются случаи лоббирования узковедомственных интересов, требует дальнейшего совершенствования порядок планирования законопроектной деятельности Правительства Российской Федерации». В бюджетном послании Президента России от 30 мая 2003 года отмечено: «федеральный бюджет на 2004 год не должен стать заложником предвыборных амбиций, отраслевого лоббизма и заведомо невыполнимых обещаний». В выступлениях В. В. Путина слово «лоббизм» используется как в позитивном, так и в негативном значении. Глава администрации президента Российской Федерации Сергей Иванов в 2012 году отозвался о лоббизме благожелательно: «Лоббизм и коррупция — это совершенно разные вещи. В США профессиональный лоббизм процветает, но он цивилизованный. А у нас до сих пор лоббизм и взятка очень близко ассоциируются».
В российских СМИ термин «лоббизм» по состоянию на 2010-е годы имеет в основном негативный оттенок. Проведённый П. Я. Фельдманом контент-анализ заголовков информационных сообщений российских печатных СМИ показал, что в 85 % заглавий статей понятие «лоббизм» наделяется либо негативным, либо саркастическим смыслом, причём часто журналисты представителей власти отождествляют с лоббистами с целью обвинения их в продвижении частных, корыстных интересов.